# Campionati mondiali di pattinaggio di velocità sprint 2012
I Campionati mondiali di pattinaggio di velocità sprint 2012 sono stati la 43ª edizione della manifestazione. Si sono svolti all'Olympic Oval di Calgary, in Canada, il 28 e il 29 gennaio 2012.

Tra gli uomini, l'olandese Stefan Groothuis ha conquistato il titolo per la prima volta, mentre in campo femminile si è imposta la cinese Yu Jing.

## Campionati maschili

### Giorno 1

#### 500 m
| Pos. | Atleta         | Nazione       | Tempo |
| ---- | -------------- | ------------- | ----- |
| 1    | Lee Kyou-Hyuk  | Corea del Sud | 34"33 |
| 2    | Dmitrij Lobkov | Russia        | 34"46 |
| 3    | Muncef Ouardi  | Canada        | 34"54 |
| 4    | Joji Kato      | Giappone      | 34"56 |
| 5    | Mika Poutala   | Finlandia     | 34"62 |

#### 1000 m
| Pos. | Atleta           | Nazione       | Tempo   |
| ---- | ---------------- | ------------- | ------- |
| 1    | Shani Davis      | Stati Uniti   | 1'07"25 |
| 2    | Stefan Groothuis | Paesi Bassi   | 1'07"50 |
| 3    | Mo Tae-Bum       | Corea del Sud | 1'07"99 |
| 4    | Lee Kyou-Hyuk    | Corea del Sud | 1'08"01 |
| 5    | Denny Morrison   | Canada        | 1'08"05 |

### Giorno 2

#### 500 m
| Pos. | Atleta          | Nazione       | Tempo |
| ---- | --------------- | ------------- | ----- |
| 1    | Joji Kato       | Giappone      | 34"35 |
| 2    | Mika Poutala    | Finlandia     | 34"38 |
| 3    | Mo Tae-Bum      | Corea del Sud | 34"42 |
| 4    | Yuya Oikawa     | Giappone      | 34"43 |
| 5    | Hein Otterspeer | Paesi Bassi   | 34"48 |

#### 1000 m
| Pos. | Atleta           | Nazione     | Tempo   |
| ---- | ---------------- | ----------- | ------- |
| 1    | Stefan Groothuis | Paesi Bassi | 1'06"98 |
| 2    | Shani Davis      | Stati Uniti | 1'07"11 |
| 3    | Sjoerd de Vries  | Paesi Bassi | 1'07"72 |
| 4    | Aleksej Esin     | Russia      | 1'07"84 |
| 5    | Haralds Silovs   | Lettonia    | 1'07"98 |

### Classifica generale
| Pos. | Atleta               | Nazione       | 500 m (1)  | 1000 m (1)   | 500 m (2)    | 1000 m (2)   | Punti   |
| 1    | Stefan Groothuis     | Paesi Bassi   | 34"84 (9)  | 1'07"50 (2)  | 34"74 (12)   | 1'06"96 (1)  | 136,810 |
| 2    | Lee Kyou-Hyuk        | Corea del Sud | 34"33 (1)  | 1'08"01 (4)  | 34"67 (9)    | 1'07"99 (6)  | 137,000 |
| 3    | Mo Tae-Bum           | Corea del Sud | 34"67 (6)  | 1'07"99 (3)  | 34"42 (3)    | 1'07"99 (6)  | 137,080 |
| 4    | Mika Poutala         | Finlandia     | 34"62 (5)  | 1'08"20 (7)  | 34"38 (2)    | 1'08"34 (12) | 137,270 |
| 5    | Shani Davis          | Stati Uniti   | 35"16 (16) | 1'07"25 (1)  | 35"02 (18)   | 1'07"11 (2)  | 137,360 |
| 6    | Dmitrij Lobkov       | Russia        | 34"46 (2)  | 1'08"10 (6)  | 34"71 (11)   | 1'08"40 (13) | 137,420 |
| 7    | Hein Otterspeer      | Paesi Bassi   | 34"72 (8)  | 1'08"54 (11) | 34"48 (5)    | 1'08"08 (8)  | 137,510 |
| 8    | Joji Kato            | Giappone      | 34"56 (4)  | 1'09"08 (19) | 34"35 (1)    | 1'08"68 (17) | 137,790 |
| 9    | Jamie Gregg          | Canada        | 34"69 (7)  | 1'09"13 (20) | 34"48 (5)    | 1'08"23 (9)  | 137,855 |
| 10   | Muncef Ouardi        | Canada        | 34"54 (3)  | 1'09"06 (18) | 34"69 (10)   | 1'08"56 (16) | 138,045 |
| 11   | Aleksej Esin         | Russia        | 35"26 (21) | 1'08"51 (10) | 34"77 (13)   | 1'07"84 (4)  | 138,205 |
| 12   | Artëm Kuznecov       | Russia        | 34"92 (13) | 1'09"27 (23) | 34"63 (8)    | 1'08"77 (18) | 138,570 |
| 13   | Denny Morrison       | Canada        | 35"25 (20) | 1'08"05 (5)  | 35"20 (24)   | 1'08"28 (10) | 138,615 |
| 14   | Artur Waś            | Polonia       | 34"89 (11) | 1'09"21 (22) | 34"61 (7)    | 1'09"40 (20) | 138,805 |
| 15   | Yuya Oikawa          | Giappone      | 34"85 (10) | 1'10"07 (27) | 34"43 (4)    | 1'09"54 (22) | 139,085 |
| 16   | Sjoerd de Vries      | Paesi Bassi   | 35"53 (23) | 1'09"45 (25) | 35"01 (17)   | 1'07"72 (3)  | 139,125 |
| 17   | Haralds Silovs       | Lettonia      | 35"56 (25) | 1'08"31 (8)  | 35"55 (27)   | 1'07"98 (5)  | 139,255 |
| 18   | Pim Schipper         | Paesi Bassi   | 35"72 (30) | 1'08"87 (14) | 35"18 (22)   | 1'08"31 (11) | 139,495 |
| 19   | Samuel Schwarz       | Germania      | 35"65 (28) | 1'09"02 (15) | 35"16 (21)   | 1'08"50 (14) | 139,570 |
| 20   | Espen Aarnes Hvammen | Norvegia      | 35"16 (16) | 1'09"03 (16) | 35"19 (23)   | 1'09"54 (22) | 139,635 |
| 21   | Mirko Giacomo Nenzi  | Italia        | 35"63 (27) | 1'08"80 (13) | 35"15 (20)   | 1'09"42 (21) | 139,890 |
| 22   | Denis Kuzin          | Kazakistan    | 35"80 (31) | 1'08"65 (12) | 35"58 (28)   | 1'08"55 (15) | 139,980 |
| 23   | Ryohei Haga          | Giappone      | 35"10 (14) | 1'10"48 (30) | 34"84 (14)   | 1'09"69 (24) | 140,025 |
| 24   | Benjamin Macé        | Francia       | 36"04 (33) | 1'08"41 (9)  | 36"35 (31)   | 1'09"12 (19) | 141,155 |
| 25   | Roman Kreč           | Kazakistan    | 34"91 (12) | 1'09"05 (17) | 34"97 (15)   |              |         |
| 26   | Daniel Greig         | Australia     | 35"54 (24) | 1'09"38 (24) | 34"99 (16)   |              |         |
| 27   | Lee Ki-Ho            | Corea del Sud | 35"17 (18) | 1'10"47 (29) | 35"04 (19)   |              |         |
| 28   | Ermanno Ioratti      | Italia        | 35"26 (21) | 1'09"97 (26) | 35"24 (25)   |              |         |
| 29   | Håvard Lorentzen     | Norvegia      | 35"66 (29) | 1'09"16 (21) | 35"72 (29)   |              |         |
| 30   | Denny Ihle           | Germania      | 35"23 (19) | 1'10"78 (31) | 35"40 (26)   |              |         |
| 31   | Mitchell Whitmore    | Stati Uniti   | 35"59 (26) | 1'10"20 (28) | 35"75 (30)   |              |         |
| 32   | Bram Smallenbroek    | Austria       | 37"09 (34) | 1'11"02 (32) | 36"71 (32)   |              |         |
| 33   | Marius Paraschivoiu  | Romania       | 35"89 (32) | 1'11"64 (33) | squalificato |              |         |
| 34   | Lee Kang-Seok        | Corea del Sud | 35"11 (15) | non partito  |              |              |         |

## Campionati femminili

### Giorno 1

#### 500 m
| Pos. | Atleta            | Nazione       | Tempo |
| ---- | ----------------- | ------------- | ----- |
| 1    | Jenny Wolf        | Germania      | 37"35 |
| 2    | Wang Beixing      | Cina          | 37"50 |
| 3    | Zhang Hong        | Cina          | 37"63 |
| 4    | Annette Gerritsen | Paesi Bassi   | 37"67 |
| 5    | Lee Sang-Hwa      | Corea del Sud | 37"70 |

#### 1000 m
| Pos. | Atleta            | Nazione     | Tempo   |
| ---- | ----------------- | ----------- | ------- |
| 1    | Christine Nesbitt | Canada      | 1'12"68 |
| 2    | Marrit Leenstra   | Paesi Bassi | 1'14"16 |
| 3    | Margot Boer       | Paesi Bassi | 1'14"37 |
| 4    | Yu Jing           | Cina        | 1'14"43 |
| 5    | Zhang Hong        | Cina        | 1'14"44 |

### Giorno 2

#### 500 m
| Pos. | Atleta            | Nazione       | Tempo |
| ---- | ----------------- | ------------- | ----- |
| 1    | Yu Jing           | Cina          | 36"94 |
| 2    | Wang Beixing      | Cina          | 37"32 |
| 3    | Lee Sang-Hwa      | Corea del Sud | 37"36 |
| 4    | Annette Gerritsen | Paesi Bassi   | 37"75 |
| 5    | Judith Hesse      | Germania      | 37"79 |

#### 1000 m
| Pos. | Atleta             | Nazione     | Tempo   |
| ---- | ------------------ | ----------- | ------- |
| 1    | Christine Nesbitt  | Canada      | 1'12"94 |
| 2    | Yu Jing            | Cina        | 1'13"47 |
| 3    | Marrit Leenstra    | Paesi Bassi | 1'13"89 |
| 4    | Zhang Hong         | Cina        | 1'13"97 |
| 5    | Heather Richardson | Stati Uniti | 1'14"05 |

### Classifica generale
| Pos. | Atleta              | Nazione       | 500 m (1)    | 1000 m (1)   | 500 m (2)  | 1000 m (2)   | Punti   |
| 1    | Yu Jing             | Cina          | 37"72 (7)    | 1'14"43 (4)  | 36"94 (1)  | 1'13"47 (2)  | 148,610 |
| 2    | Christine Nesbitt   | Canada        | 37"93 (8)    | 1'12"68 (1)  | 37"89 (10) | 1'12"94 (1)  | 148,630 |
| 3    | Zhang Hong          | Cina          | 37"63 (3)    | 1'14"44 (5)  | 37"87 (8)  | 1'13"97 (4)  | 149,705 |
| 4    | Margot Boer         | Paesi Bassi   | 37"71 (6)    | 1'14"37 (3)  | 37"83 (6)  | 1'14"17 (6)  | 149,810 |
| 5    | Annette Gerritsen   | Paesi Bassi   | 37"67 (4)    | 1'14"67 (7)  | 37"75 (4)  | 1'14"33 (7)  | 149,920 |
| 6    | Heather Richardson  | Stati Uniti   | 38"07 (10)   | 1'14"49 (6)  | 37"85 (7)  | 1'14"05 (5)  | 150,190 |
| 7    | Wang Beixing        | Cina          | 37"50 (2)    | 1'15"75 (15) | 37"32 (2)  | 1'15"07 (10) | 150,230 |
| 8    | Marrit Leenstra     | Paesi Bassi   | 38"15 (14)   | 1'14"16 (2)  | 38"29 (18) | 1'13"89 (3)  | 150,465 |
| 9    | Jenny Wolf          | Germania      | 37"35 (1)    | 1'14"95 (9)  | 38"04 (12) | 1'15"61 (14) | 150,670 |
| 10   | Thijsje Oenema      | Paesi Bassi   | 38"09 (12)   | 1'14"92 (8)  | 37"88 (9)  | 1'14"67 (8)  | 150,765 |
| 11   | Lee Sang-Hwa        | Corea del Sud | 37"70 (5)    | 1'15"94 (15) | 37"36 (3)  | 1'15"58 (13) | 150,820 |
| 12   | Ol'ga Fatkulina     | Russia        | 38"33 (17)   | 1'15"28 (11) | 38"03 (11) | 1'14"86 (9)  | 151,430 |
| 13   | Nao Kodaira         | Giappone      | 38"07 (10)   | 1'15"24 (10) | 38"05 (14) | 1'15"52 (10) | 151,500 |
| 14   | Judith Hesse        | Germania      | 38"05 (9)    | 1'15"83 (16) | 37"79 (5)  | 1'17"00 (22) | 152,255 |
| 15   | Yukana Nishina      | Giappone      | 38"12 (13)   | 1'16"03 (18) | 38"17 (17) | 1'15"94 (18) | 152,275 |
| 16   | Ekaterina Ajdova    | Kazakistan    | 38"27 (16)   | 1'16"17 (19) | 38"15 (16) | 1'15"80 (16) | 152,405 |
| 17   | Karolina Erbanová   | Rep. Ceca     | 38"17 (15)   | 1'16"97 (22) | 38"11 (15) | 1'15"41 (11) | 152,470 |
| 18   | Brittany Bowe       | Stati Uniti   | 38"67 (19)   | 1'15"50 (14) | 38"40 (19) | 1'15"80 (16) | 152,720 |
| 19   | Miho Takagi         | Giappone      | 38"75 (20)   | 1'15"48 (13) | 38"75 (23) | 1'15"62 (15) | 153,050 |
| 20   | Svetlana Kajkan     | Russia        | 38"33 (17)   | 1'17"94 (26) | 38"04 (12) | 1'16"60 (19) | 153,640 |
| 21   | Svjatlana Radkevič  | Bielorussia   | 38"80 (22)   | 1'17"61 (24) | 38"55 (22) | 1'16"79 (21) | 154,550 |
| 22   | Irina Aršinova      | Russia        | 39"07 (24)   | 1'16"47 (20) | 38"91 (25) | 1'17"27 (23) | 154,850 |
| 23   | Kaylin Irvine       | Canada        | 39"09 (25)   | 1'17"23 (23) | 38"87 (24) | 1'16"71 (20) | 154,945 |
| 24   | Kim Hyun-Yung       | Corea del Sud | 38"98 (23)   | 1'17"65 (25) | 38"44 (20) | 1'17"45 (24) | 154,970 |
| 25   | Shannon Rempel      | Canada        | 38"75 (20)   | 1'16"50 (21) | 38"54 (21) |              |         |
| 26   | Monique Angermüller | Germania      | 1'10"88 (26) | 1'15"37 (12) |            |              |         |
| 27   | Elina Risku         | Finlandia     | squalificata | non partita  |            |              |         |